# Léon Moreaux
Léon Moreaux (n. 10 martie 1852, Féron, Nord-Pas-de-Calais, Franța – d. 11 noiembrie 1921, Rennes, Franța) a fost un trăgător de tir ce a reprezentat Franța, medaliat olimpic. A participat la 2 ediții ale Jocurilor Olimpice (1900, 1908) în care a câștigat două medalii de argint și o medalie de bronz.